# Psoraleeae
Psoraleeae — триба рослин підродини метеликових (Faboideae) родини бобових (Fabaceae).
На даний час до триби Psoraleeae (раніше відомої як рід Psoralea sensu відносять 9 родів і близько 185 видів рослин.
Представники триби зустрічаються на всіх континентах, хоча більшість родів є ендеміками відповідних континентів — рід Psoralea ендемічний для Африки, рід Bituminaria є ендеміком Європи, роди Pediomelum та Orbexilum — Північної Америки. Серед видів триби є представники різних життєвих форм (дерева, кущі, багаторічні трави), різних кліматичних зон.
Як родовий, так і видовий склад триби час від часу переглядається систематиками, в тому числі і на підставі молекулярно-біологічних даних; досі відкривають нові види. В зв'язку з тим, що для частини видів триби родова приналежність змінювалась, існують назви-синоніми, наприклад Psoralea drupacea (Cullen drupaceum), Psoralea bituminosa (Bituminaria bituminosa), Psoralea corylifolia (Cullen corylifolium), Psoralea glandulosa (Otholobium glandulosum) тощо.
Низка видів триби здавна знаходить своє використання у корінних народів — Псоралея ліщинолиста (Psoralea corylifolia) (в традиційній китайській та індійській медицині), Otholobium glandulosum (замінник чаю мате; входить до Мексиканської фармакопеї. Потовщені корені Pediomelum esculentum використовуються в їжу індіанцями Великих рівнин Північної Америки; у 19 ст. їх деякий час навіть культивували у Франції як замінник картоплі. Ці корені мають традиційну назву «хлібні корені», «ріпа прерій» або «картопля прерій» і в бідному поживними речовинами раціоні індіанців являють собою вагоме джерело білку (зокрема, містять велику кількість незамінної амінокислоти лізину), мінералів і, в першу чергу, вуглеводів (містять до 70-80 % крохмалю), вивчається навіть можливість впровадження виду Pediomelum esculentum як нової сільськогосподарської культури.
На даний час надземна частина деяких видів триби використовується для годівлі тварин, наприклад, Bituminaria bituminosa; з біомаси дикоростучих рослин P. corylifolia[уточнити] виділяють фурокумарин псорален, що входить до складу препаратів для лікування псоріазу та вітіліго.
Серед ідентифікованих біологічно активних сполук є речовини багатьох класів. Зокрема: — фурокумарини та бензофурани (псорален та його ізомер ангеліцин); — меротерпени (бакучіол, циклобакучіол, бісбакучіоли А, В і С та низка інших похідних бакучіолу); — флавоноїди та ізофлавоноїди (дайджеїн та геністеїн, корилінін тощо).